# Krzysztof Dziewięcki
Krzysztof Dziewięcki (ur. 1955 w Katowicach) – polski dyrygent, skrzypek, muzykolog, pedagog.

## Życiorys
Urodził się w 1955 roku w Katowicach i tu kształcił się jako muzyk. W latach 1972–1978 przebywał we Francji, gdzie ukończył studia muzyczne:
- teorii muzyki w Konserwatorium Paryskim (uwieńczone I nagrodą);
- dyrygentury w klasie profesora Pierre Dervaux w École Normale de Musique;
- skrzypiec w Konserwatorium Regionalnym w Boulogne-Billancourt.

Ukończył także studia uniwersyteckie:
- Uniwersytet Sorbona, Paryż – dyplom studiów francuskich II stopnia – Historia sztuki, 1974
- Uniwersytet Nowa Sorbona, Paryż – dyplom ogólnych studiów uniwersyteckich (Literatura i sztuka) – Literatura i cywilizacja angielska i amerykańska (kierunek: praca w przedsiębiorstwach), 1976

W roku 1981 uzyskał dyplom Akademii Muzycznej w Krakowie w klasie dyrygentury prof. Jerzego Katlewicza. Uczestniczył również w kursach mistrzowskich (prof. Samogyi, Ferrara, Osterreicher, Porcelijn) i otrzymał kilkakrotnie stypendia zagraniczne.
Jako dyrygent debiutował w Sali Gaveau w Paryżu w roku 1976. Kierował jako dyrektor artystyczny m.in. Wielkopolską Orkiestrą Symfoniczną (1982–1986) i Państwową Filharmonią w Olsztynie (1986–1991). Współpracował jako dyrygent z Teatrem Wielkim w Łodzi, Teatrem Wielkim i Państwową Filharmonią w Poznaniu i Operą Wrocławską (w latach 1986–1996).
Był też przez półtora roku (od 17 lutego 1981) dyrygentem Jasielskiej Orkiestry Symfonicznej.
Ma w dorobku również współpracę z większością polskich orkiestr symfonicznych i kameralnych (praca z orkiestrą Sinfonia Varsovia, przygotowanie jako asystent wykonania Polskiego Requiem prof. Krzysztofa Pendereckiego z orkiestrą Filharmonii Łódzkiej pod batutą kompozytora, z NOSPR odbył tournée po Sycylii, liczne zagraniczne tournée z Wielkopolską Orkiestrą Symfoniczną, Państwową Filharmonią Olsztyńską, Zespołem Pieśni i Tańca „Śląsk”, Operą Śląską).
Był członkiem Jury Międzynarodowego Konkursu Młodych Dyrygentów w Asyżu we Włoszech.
Dokonał wielu premierowych nagrań archiwalnych muzyki polskiej z czołowymi orkiestrami PR i TV (w tym Moniuszki, Nowowiejskiego, Kurpińskiego, Gablenza).
Zorkiestrował m.in. utwory Bizeta, Berlioza, Brahmsa, Fauré, Gablenza, Kurpińskiego, Berlina, Kreislera, Hertla, Adama, Schuberta, Mozarta, jest autorem wielu opracowań muzycznych.
Jako dyrygent występował w wielu krajach, w tym we Włoszech, Rosji, Chile, Maroku, Japonii, Kanadzie, USA (m.in. Nowy Jork – Broadway), Szwecji, Holandii, Niemczech, Hiszpanii, Francji, Łotwie i na Węgrzech.
Dyrygował koncertami na licznych festiwalach, m.in. Poznańska Wiosna Muzyczna, Międzynarodowy Konkurs Kompozytorski im. H. Wieniawskiego w Poznaniu, Festiwal Muzyczny w Cheverny we Francji, Dni Muzyki im. F. Nowowiejskiego w Olsztynie, Festiwal Viva il canto w Cieszynie, Festiwal Ars Chori w Częstochowie, Międzynarodowe Festiwale w Asyżu, w Galicji w Hiszpanii, w Królewcu, w Rabacie w Maroku, Letni Festiwal w Paryżu, w Strażnicach w Czechach.
Występował w Polskim Radiu i Telewizji, Telewizji Rosyjskiej, Włoskiej, Watykańskiej.
Przygotował premiery m.in. Czarodziejskiego fletu (Opera Wrocławska), Coppélii, Księżniczki Czardasza, Czaru Straussa, Córki źle strzeżonej, Don Kichota, Manru, Barona Cygańskiego, Kopciuszka, Verbum Nobile, Na kwaterunku (Opera Śląska), Wesele na Górnym Śląsku Stanisława Ligonia (Zespół Pieśni i Tańca „Śląsk”).
W latach 1996–2018 był dyrygentem Opery Śląskiej, w latach 1999–2022 był dyrygentem Zespołu Pieśni i Tańca „Śląsk” im. St. Hadyny.
Wyróżniony w roku 2006 Odznaką honorową Zasłużony dla Kultury Polskiej przez Ministra Kultury i Dziedzictwa Narodowego RP, w 2015 Bytomską Nagrodą Europejską. Odznaczony przez Prezydenta Rzeczypospolitej Polskiej Złotym Krzyżem Zasługi w 2016.

## Nagrania
Premierowe nagrania archiwalne muzyki polskiej dla Polskiego Radia:
- Koncert C-dur na fort. i ork. – Franciszek Lessel /1780–1838/ – OPRiTV Kraków; solista Jan Zakrzewski
- Uwertura koncertowa Król Wichrów – Feliks Nowowiejski /1877–1946/ – WOSPRiTV Katowice
- Uwertura Krakowiacy i górale – Karol Kurpiński /1785–1857/ – WOSPRiTV Katowice
- Uwertura Jan Kochanowski – Karol Kurpiński – WOSPRiTV Katowice
- Poemat na orkiestrę – Andrzej Dziadek /współcz./ – WOSPRiTV Katowice
- Mała Symfonia Chorałowa – Grażyna Krzanowska /współcz./ – WOSPRiTV Katowice
- Poemat symfoniczny Legenda o Turbaczu – Jerzy Gablenz /1888–1937/ – Warszawska Filharmonia Radiowa
- Poemat symfoniczny Zaczarowane jezioro – Jerzy Gablenz – Warszawska Filharmonia Radiowa
- Poemat symfoniczny Różaniec Św. Salomei – Jerzy Gablenz – Warszawska Filharmonia Radiowa
- Balet Na kwaterunku – Stanisław Moniuszko – Orkiestra PRiTV w Krakowie
- Poemat symfoniczny Pielgrzym op. 12 – Jerzy Gablenz – NOSPR Katowice

Nagrania płytowe CD:
Pieśni ludowe, religijne, patriotyczne, kolędy, tańce – Zespół Pieśni i Tańca „Śląsk” (1 platynowa, 3 złote płyty), fragmenty operowe – Opera Śląska, nagranie DVD Wesela na Górnym Śląsku S. Ligonia